# Allium hindukuschense
Allium hindukuschense är en amaryllisväxtart som beskrevs av Rudolf V. Kamelin och Seisums. Allium hindukuschense ingår i släktet lökar, och familjen amaryllisväxter.
Artens utbredningsområde är Afghanistan. Inga underarter finns listade i Catalogue of Life.